# Kokolajnščak
Kokolajnščak este o localitate din comuna Sveti Jurij ob Ščavnici, Slovenia, cu o populație de 74 de locuitori.